# Голос вещей
«Голос  вещей» (исп. El Sonido de las Cosas)  — коста-риканский художественный фильм режиссёра Ариэля Эскаланте, вышедший на экраны в 2016 году.

## Сюжет
Молодая медсестра Клаудиа работает в реанимации и готова, кажется, к любым трагедиям. Она пользуется уважением коллег и пациентов, которые называют её медсестрой будущего. Но когда кончает с собой её самый близкий человек — кузина, Клаудиа впадает в депрессию и теряет желание жить. Встреча со старым приятелем, который нуждается в её помощи и поддержке, пробуждает в  девушке тягу к жизни.

## В ролях
- Лилиана Бьямонте — Клаудиа
- Фернандо Боланьос — Сантьяго
- Ариэль Эскаланте — Антонио
- Клаудиа Баррионуэво — Каталина
- Монсеррат Монтеро Коул — Лаура
- Педро Санчес — Мартин
- Валерия Бренес — Мария

## Награды и фестивали
- Участник основного конкурса Международного кинофестиваля Латинской Америки в Биарицце, Франция.
- Московский международный кинофестиваль 2016: Приз газеты «Коммерсантъ Weekend»[1]